# مصطفى سيسيه
مصطفى سيسيه (بالفرنسية: Moustapha Cissé)‏ هو لاعب كرة قدم غيني في مركز الهجوم، ولد في 14 سبتمبر 2003 في كوناكري في غينيا. لعب مع أتالانتا.

## وصلات خارجية
- مصطفى سيسيه على موقع الاتحاد الأوربي (الإنجليزية)
- مصطفى سيسيه على موقع قاعدة بيانات كرة القدم.إي يو (الإنجليزية)
- مصطفى سيسيه على موقع Soccerway.com (الإنجليزية)
- مصطفى سيسيه على موقع عالم كرة القدم.نت (الإنجليزية)